# Et les lâches s'agenouillent...
Pour plus de détails, voir Fiche technique et Distribution.
Et les lâches s'agenouillent... (Cowards Bend the Knee) est un film canadien réalisé par Guy Maddin, sorti en 2003.
Ce film ouvre une trilogie à portée autobiographique que Maddin appelle sa 'Me Trilogy', achevée avec Des trous dans la tête en 2006 et Winnipeg mon amour en 2007.

## Fiche technique
- Titre original : Cowards Bend the Knee
- Titre français : Et les lâches s'agenouillent...
- Réalisation : Guy Maddin
- Scénario : Guy Maddin
- Pays d'origine : Canada
- Format : Noir et blanc - 8 mm - 1,37:1
- Genre : drame, romance
- Durée : 60 minutes
- Date de sortie : 2003

## Distribution
- Darcy Fehr : Guy Maddin
- Melissa Dionisio : Meta
- Amy Stewart : Veronica
- Tara Birtwhistle : Liliom
- Louis Negin : docteur Fusi
- Mike Bell : Mo Mott
- David Stuart Evans : Shaky
- Henry Mogatas : Chas
- Victor Cowie : monsieur Maddin
- Herdis Maddin : grand-mère
- Marion Martin : madame Maddin
- Aurum McBride : bébé
- Bernard Lesk : Stickboy
- Erin Hershberg : client / styliste
- Erika Rintoul : client